# Gallardosaurus
Gallardosaurus es un género extinto de plesiosaurio pliosáurido de la vía marítima del Mar Caribe. Contiene una sola especie, Gallardosaurus iturraldei. Gallardosaurus fue encontrado en rocas de edad Oxfordiense tardío (Jurásico Superior) en la Formación Jagua del oeste de Cuba. Se piensa que Gallardosaurus está evolutivamente conectado a Peloneustes, un pliosáurido encontrado comúnmente en los sedimentos de edad Oxfordiense.

## Historia y etimología
Los reptiles de edad Oxfordiense se han encontrado en Cuba desde la primera mitad del siglo XX, pero la mayoría no han recibido un amplio reconocimiento debido a las publicaciones no se difundieron ampliamente. En 1996, el doctor Manuel Iturralde-Vinent, y Norell Marcos mencionaron inicialmente al espécimen MNHNCu P3005, un cráneo parcial y la mandíbula con unos pocos cervicales vértebras, como semejante a la de la especie Pliosaurus ferox. El espécimen fue descubierto en 1946 por el agricultor cubano Juan Gallardo, a unos 8 kilómetros (5,0 millas) al este de Viñales, Pinar del Río, noroeste de Cuba. Sin embargo, no estaba preparado cuando Iturralde Vinent-Norell lo observó y no se realizó una descripción completa. Después de la preparación, Zulma Gasparini e Iturralde Vinent asignaron al espécimen al género Peloneustes en 2006, pero más tarde se determinó que pertenecía a un nuevo género. En 2009, P3005 MNHNCu fue descrito como un género separado, Gallardosaurus.
El nombre genérico se deriva del descubridor del espécimen holotipo MNHNCu P3005, Juan Gallardo, quien junto a Juanito Gallardo se le atribuye el descubrimiento de la mayoría de los reptiles del Oxfordiense en Cuba. El nombre de la especie G. itturraldei se deriva del nombre del paleontólogo Dr. Manuel Iturralde Vinent.
P3005 MNHNCu fue encontrado en una concreción de esquisto oscuro, en el miembro Jagua Vieja de la Formación Jagua. Se conserva en tres dimensiones con ligera deformación. La punta del hocico y la posterior extremos de la mandíbula inferior están ausentes. El cráneo era ancho y aplastado, con largos dientes puntiagudos. La falta de fusión de alguna de las vértebras sugiere que el individuo no estaba completamente desarrollado cuando murió.

## Clasificación
Gallardosaurus fue un pliosáurido, un grupo de reptiles marinos depredadores de cuello corto que vivieron durante la Era Mesozoica. Otros miembros del grupo incluyen a Hauffiosaurus, Kronosaurus, Peloneustes, Liopleurodon, Brachauchenius y Pliosaurus.

## Paleobiología y paleoecología
G. iturraldei probablemente habría emigrado de manera estacional a través de la vía marítima del Caribe, y habría atacado principalmente peces nectónicos que habitaban en la región en que existió. También se conocen en el miembro Jagua Vieja ictiosaurios, la tortuga marina Caribemys y el plesiosauroide Vinialesaurus. La profundidad del agua era poco profunda, tal vez 10 a 12 metros (33 a 39 pies) de profundidad, y las ostras y algas colonizaron el fondo del mar. Restos fragmentarios de plantas, pterosaurios y dinosaurios llegaron de las zonas costeras próximas.